# Katori Hall
Katori Hall (Memphis, 10 maggio 1981) è una drammaturga statunitense.

## Biografia
Nata a Memphis, nello stato del Tennessee, Katori Hall ha studiato scrittura creativa alla Columbia University, recitazione ad Harvard e drammaturgia alla Juilliard School.
Nel 2009 il suo dramma The Mountaintop ebbe la sua prima a Londra e vinse il Laurence Olivier Award alla migliore nuova opera teatrale, il massimo riconoscimento del teatro britannico. Nel 2011 il dramma fu riproposto anche a Broadway con un cast di rilievo che annoverava Samuel L. Jackson ed Angela Bassett.
Negli anni successivi la Hall ha continuato a scrivere per il teatro, portando sulle scene i drammi Hoodoo Love, Remembrance, Saturday Night/Sunday Morning, WHADDABLOODCLOT!!!!, Pussy Valley, Hurt Village e Our Lady of Kibeho.
Nel 2018 scrisse il libretto del musical Tina – The Tina Turner Musical; lo show ebbe la sua prima all'Aldwych Theatre di Londra e fu poi riproposto a Broadway, dove la Hall ottenne una candidatura al Tony Award al miglior libretto di un musical. Nel 2021 ha vinto il Premio Pulitzer per la drammaturgia per The Hot Wing King.

## Filmografia

### Attrice
- Law & Order - Unità vittime speciali – serie TV, 1 episodio (2005)
- We Are New York – serie TV, 1 episodio (2009)
- Law & Order - I due volti della giustizia – serie TV, 1 episodio (2010)